# Tang Shengzhi

Tang Shengzhi (唐生智), nasceu na província Hunan ao leste da China em 1889 e morreu em 6 de abril de 1970.
Um militar Chinês, general Tang Shengzhi, estava entre os fundadores da república da China no período onde se encontram sobre a Segunda Guerra Sino-Japonesa e Segunda Guerra Mundial sobre forte pressão política e militar no sul do leste da China.
Foi um experiente militar onde lutou na guerra civil em sua província, apoiando o partido comunista da China na província Hunan. Quando serviu nas forças armadas de Hunan, A organização política organizou alguns departamentos políticos em Hunan dando suporte ao governo local comunista, Tang Shengzhi foi um militar graduado na academia militar Baoding.